# Шульц, Фридрих Вильгельм
Фридрих Вильгельм Шульц (нем. Friedrich Wilhelm Schultz; 1804—1876) — немецкий ботаник, специалист по систематике семейства Заразиховые, старший брат ботаника Карла Генриха Шульца-Бипонтийского (1805—1867).

## Биография
Фридрих Вильгельм Шульц родился 3 января 1804 года в городе Цвайбрюккен. Учился в школе в Кузеле, работал в аптеке отца в Цвайбрюккене. 
В 1827 году Шульц поступил в Мюнхенский университет, в 1829 году окончил Тюбингенский университет со степенью доктора медицины. 
В 1831 году получил право врачевать в Мюнхене. 
В 1832 году он стал хозяином аптеки в городе Бич, где работал до 1836 года. Затем Фридрих Вильгельм стал изучать ботанику. 
В 1845 году была издана самая известная работа Шульца, Flora der Pfalz. 
В 1853 году он переехал в Вайсенбург-в-Эльзасе. Фридрих Вильгельм Шульц скончался 30 декабря 1876 года в Вайсенбурге.

## Некоторые научные работы
- Schultz, F.W. (1842—1855). Archives de la flore de France et d'Allemagne.
- Schultz, F.W. (1845). Flora der Pfalz. 575 p.
- Schultz, F.W. (1865). Grundzüge zur Phytostatik der Pfalz. 233 p.